# Чемпионат Исландии по футболу 1922
Чемпионат Исландии по футболу 1922 стал 11-м розыгрышем чемпионата страны. Чемпионский титул завоевал «Фрам» в 8-й раз в своей истории.

## Турнирная таблица
| М | Команда   | И | В | Н | П | Мячи   | ±   | О |
| - | --------- | - | - | - | - | ------ | --- | - |
| 1 | Фрам      | 2 | 2 | 0 | 0 | 10 − 0 | +10 | 4 |
| 2 | Викингур  | 2 | 0 | 1 | 1 | 1 − 4  | −3  | 1 |
| 3 | Рейкьявик | 2 | 0 | 1 | 1 | 1 − 8  | −7  | 1 |

И — игры, В — выигрыши, Н — ничьи, П — проигрыши, Мячи — забитые и пропущенные голы, ± — разница голов, О — очки

## Состав чемпионов
- Кьяртан Торвардссон (вратарь)
- Петур Сигурдссон
- Юлиус Палссон
- Арни Даниэльссон
- Трюггви Магнуссон
- Гудмундур Халлдорссон
- Сигурдур С. Тороддсен
- Гисли Палссон
- Петур Хоффманн Магнуссон
- Эйрикур Йонссон
- Адальстейнн П. Олафссон
- Освальдур Кнудсен
- Магнус Гудбрандссон